# سيباستيان كابوت
سيباستيان كابوت (بالإنجليزية: Sebastian Cabot)‏ هو ممثل بريطاني، ولد في 6 يوليو 1918 بلندن في المملكة المتحدة، وتوفي في 22 أغسطس 1977 بكولومبيا البريطانية في كندا بسبب سكتة.

## أعمال

### أفلام
- (1952) إيفانهوي[6][7]
- (1954) روميو وجولييت
- (1960) آلة الزمن
- (1963) السيف العجيب[8][9][10]
- (1967) كتاب الأدغال[11][12][13]
- (1977) مغامرات ويني الدبدوب[14][15]

## وصلات خارجية
- سيباستيان كابوت على موقع IMDb (الإنجليزية)
- سيباستيان كابوت على موقع الموسوعة البريطانية (الإنجليزية)
- سيباستيان كابوت على موقع ميوزك برينز (الإنجليزية)
- سيباستيان كابوت على موقع تيرنر كلاسيك موفيز (الإنجليزية)
- سيباستيان كابوت على موقع قاعدة بيانات برودواي على الإنترنت (الإنجليزية)
- سيباستيان كابوت على موقع إن إن دي بي (الإنجليزية)
- سيباستيان كابوت على موقع ديسكوغز (الإنجليزية)
- سيباستيان كابوت على موقع قاعدة بيانات الفيلم (الإنجليزية)